# Samuel Eto’o
Samuel Eto’o Fils (* 10. März 1981 in Douala) ist ein ehemaliger kamerunischer Fußballspieler und jetziger -funktionär. Der hauptsächlich als Stürmer eingesetzte Eto’o stand zuletzt beim Qatar SC unter Vertrag. Er wurde viermal zum afrikanischen Fußballer des Jahres gewählt und gehörte in seiner Zeit beim FC Barcelona und bei Inter Mailand, mit denen er zweimal hintereinander die Champions League und das Triple gewann, zu den besten Stürmern Europas. Er absolvierte während seiner Karriere über 700 Pflichtspiele und erzielte 359 Tore.
Seit 2021 ist er Präsident der Fédération Camerounaise de Football.

## Karriere

### Im Verein

#### Wechsel mit 15 nach Spanien
1996 wechselte Eto’o im Alter von 15 Jahren von der Kadji Sports Academy zu Real Madrid. Bei Real spielte er in der Saison 1996/97 mit der zweiten Mannschaft in der zweitklassigen Segunda División. Nach dem Abstieg von Real Madrid Castilla in die Segunda División B wurde Eto’o für die Saison 1997/98 an den CD Leganés ausgeliehen, bei dem er wieder in der Segunda División spielte.
Zur Saison 1998/99 kehrte Eto’o zu Real Madrid zurück und kam am 5. Dezember 1998 unter dem Cheftrainer Guus Hiddink im Alter von 17 Jahren zu seinem Debüt in der Primera División, als er bei einem 0:0-Unentschieden gegen Espanyol Barcelona im Laufe der zweiten Halbzeit für Davor Šuker eingewechselt wurde. Nachdem er zu keinem weiteren Einsatz gekommen war, wechselte er im Januar 1999 bis zum Saisonende auf Leihbasis zu Espanyol Barcelona. Unter Miguel Brindisi kam Eto’o jedoch nur zu einem Einsatz in der Copa del Rey.
Zur Saison 1999/2000 kehrte der immer noch erst 18-jährige Eto’o erneut zu Real Madrid zurück. Unter dem neuen Cheftrainer John Toshack, der die Mannschaft während seiner Abwesenheit bei Espanyol übernommen hatte, kam er 2-mal in der Liga, 3-mal in der Champions League und einmal bei der Klub-Weltmeisterschaft 2000 zum Einsatz.

#### Mallorca und Barcelona
Nach der Klub-Weltmeisterschaft 2000, die Mitte Januar endete, wechselte Eto’o zum Ligakonkurrenten RCD Mallorca und stieß nach dem Afrika-Cup 2000 im Februar zur Mannschaft. Dort entwickelte er sich zu einem der besten Spieler der Liga und erzielte in den Spielzeiten 1999/2000, 2000/01, 2001/02, 2002/03 und 2003/04 in 133 Ligaspielen 54 Tore.
Nach zähen Verhandlungen mit dem Erzrivalen Real Madrid, Eigentümer von 50 Prozent der Transferrechte, gelang es dem FC Barcelona, ihn für 27 Millionen Euro zur Saison 2004/05 in die Hauptstadt Kataloniens zu holen. In 266 Spielen in der Primera División erzielte er 155 Tore. In der Saison 2005/06 wurde Eto’o mit 26 Toren Torschützenkönig der Liga.
Für einen Skandal sorgte Eto’o im Jahr 2005, als er bei der Meisterfeier des FC Barcelona ¡Madrid, cabrón, saluda al campeón! („Madrid, du Arschloch (vulgär, sonst Ziegenbock), huldige dem Meister!“) sang, was die laufenden Kameras live und landesweit übertrugen. Kurz darauf entschuldigte er sich dafür öffentlich mit den reuigen Worten: Escupí en el plato que me dio de comer. („Ich habe in den Teller gespuckt, der mir zu essen gegeben hat“). Eto’o wurde für seine verbale Entgleisung vom spanischen Fußballverband zu 12.000 € Geldstrafe verurteilt. Im Finale der Champions League 2009 am 27. Mai erzielte er das 1:0 beim Sieg gegen Manchester United. Auch im Finale 2006 traf er, er erzielte den zwischenzeitlichen 1:1-Ausgleich gegen Arsenal London.
Im Juli 2009 wechselte er zu Inter Mailand. Der Wechsel war Bestandteil des Ibrahimović-Transfers, Inter Mailand erhielt Eto’o und ungefähr 46 Millionen Euro. Die Vereinsführung des FC Barcelona bedankte sich auf der Vereinshomepage bei Eto’o für dessen Dienste in den vergangenen fünf Jahren. Während seiner Zeit beim FC Barcelona absolvierte Eto’o 200 Pflichtspiele und erzielte dabei 130 Tore. Damit ist er zusammen mit Rivaldo der vierterfolgreichste Torschütze in der Geschichte des FC Barcelona.

#### Inter Mailand

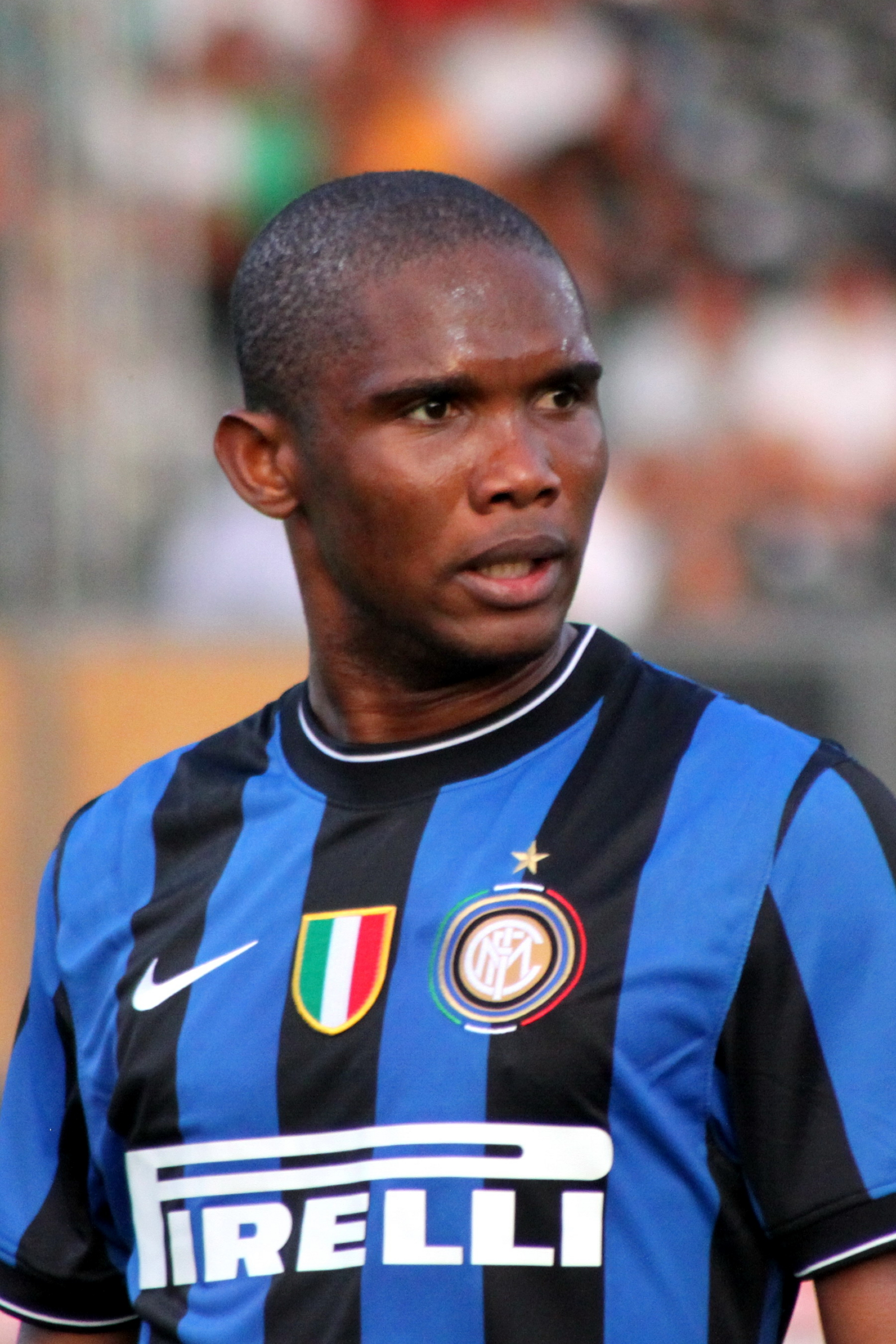
Eto’o im Dress von Inter Mailand (2009)

Eto’o erhielt bei Inter einen Fünfjahresvertrag. Sein Grundgehalt bei Inter Mailand wurde auf 10,5 Millionen Euro jährlich festgesetzt, damit war er der bestbezahlte Spieler der italienischen Liga.
In seinem ersten Pflichtspiel für die Mailänder, dem Spiel um die Supercoppa Italiana 2009 gegen Lazio Rom, erzielte Eto’o seinen ersten Treffer für Inter bei der 1:2-Niederlage. In seinem ersten Ligaspiel traf Eto’o vom Elfmeterpunkt zum 1:1 gegen die AS Bari.
Am 22. Mai 2010 verteidigte er mit dem Gewinn der Champions League als erster und bisher einziger Spieler das Triple (bestehend aus Meisterschaft, nationalem Pokal und Europapokal), wenn auch in zwei verschiedenen Ländern. Im August des gleichen Jahres gewann er mit seiner Mannschaft die Supercoppa Italiana, wobei er beim 3:1-Erfolg über die AS Rom einen Doppelpack erzielte.
Im zweiten Gruppenspiel der Champions League Saison 2010/11 gelang Eto’o beim 4:0-Erfolg gegen Werder Bremen ein Hattrick.
Negativ machte Eto’o auf sich aufmerksam, als er Chievo Veronas Verteidiger Boštjan Cesar in einem Ligaspiel einen Kopfstoß verpasste. Dafür wurde er mit drei Spielen Sperre und einer Zahlung von 30.000 Euro bestraft.
Im Dezember des Jahres 2010 gewann Eto’o mit seiner Mannschaft die FIFA-Klub-Weltmeisterschaft, wobei er beim 3:0-Finalsieg über TP Mazembe das zwischenzeitliche 2:0 erzielte. Bei der anschließenden Siegerehrung wurde er als bester Spieler des Turniers ausgezeichnet.
Am 29. Mai 2011 verteidigte Inter den im Vorjahr gewonnenen italienischen Pokal erfolgreich: Die US Palermo wurde im Finale mit 3:1 besiegt. Eto’o erzielte dabei die ersten beiden Tore für die Nerazzurri. In seiner zweiten Saison bei Inter erzielte Eto’o insgesamt 37 Tore in 53 Pflichtspielen und bereitete weitere 17 Tore vor, was für ihn jeweils eine persönliche Bestleistung bedeutete. Nach Antonio Angelillo, der in der Saison 1958/59 insgesamt 38 Mal erfolgreich war, ist er bei Inter außerdem der erfolgreichste Torschütze innerhalb einer Saison.

#### Weitere Stationen
Am 24. August 2011 unterschrieb Eto’o einen Drei-Jahres-Vertrag bis zum 30. Juni 2014 beim russischen Erstligisten Anschi Machatschkala, der sich zuvor mit Inter Mailand über den Transfer geeinigt hatte. Mit einem Jahresgehalt von etwa 20 Millionen Euro netto war Eto'o der bestbezahlte Spieler der Welt.
Am 29. August 2013 wechselte Eto’o in die Premier League zum FC Chelsea. Nach 21 Einsätzen (9 Tore und 5 Vorlagen) wurde Eto’o zum 1. Juli 2014 vom FC Chelsea freigestellt. Am 26. August 2014 schloss sich Eto’o dem FC Everton an. Er erhielt einen Zweijahresvertrag bis zum 30. Juni 2016. Nach einem halben Jahr beim FC Everton wechselte Eto'o nach Italien zu Sampdoria Genua. Im Sommer 2015 wechselte er in die türkische Süper Lig zum Aufsteiger Antalyaspor. Dort konnte er in seiner ersten Saison 20 Tore und 6 Vorlagen in 31 Ligaspielen erzielen. Er gehörte in der Saison 2015/16 zu den Topscorern der Süperlig. Am 31. Januar 2018 wechselte Eto’o zum Ligakonkurrenten Konyaspor und unterzeichnete einen Zweieinhalbjahresvertrag.
Nachdem Samuel Eto’o seinen Vertrag im Sommer 2018 bei Konyaspor aufgelöst hatte, wechselte er nach Katar zu Qatar SC.
Anfang September 2019 beendete der nur noch auf Vereinsebene aktive Kameruner nach über 700 absolvierten Pflichtspielen und 359 erzielten Treffern endgültig seine Karriere als Spieler.

### In der Nationalmannschaft

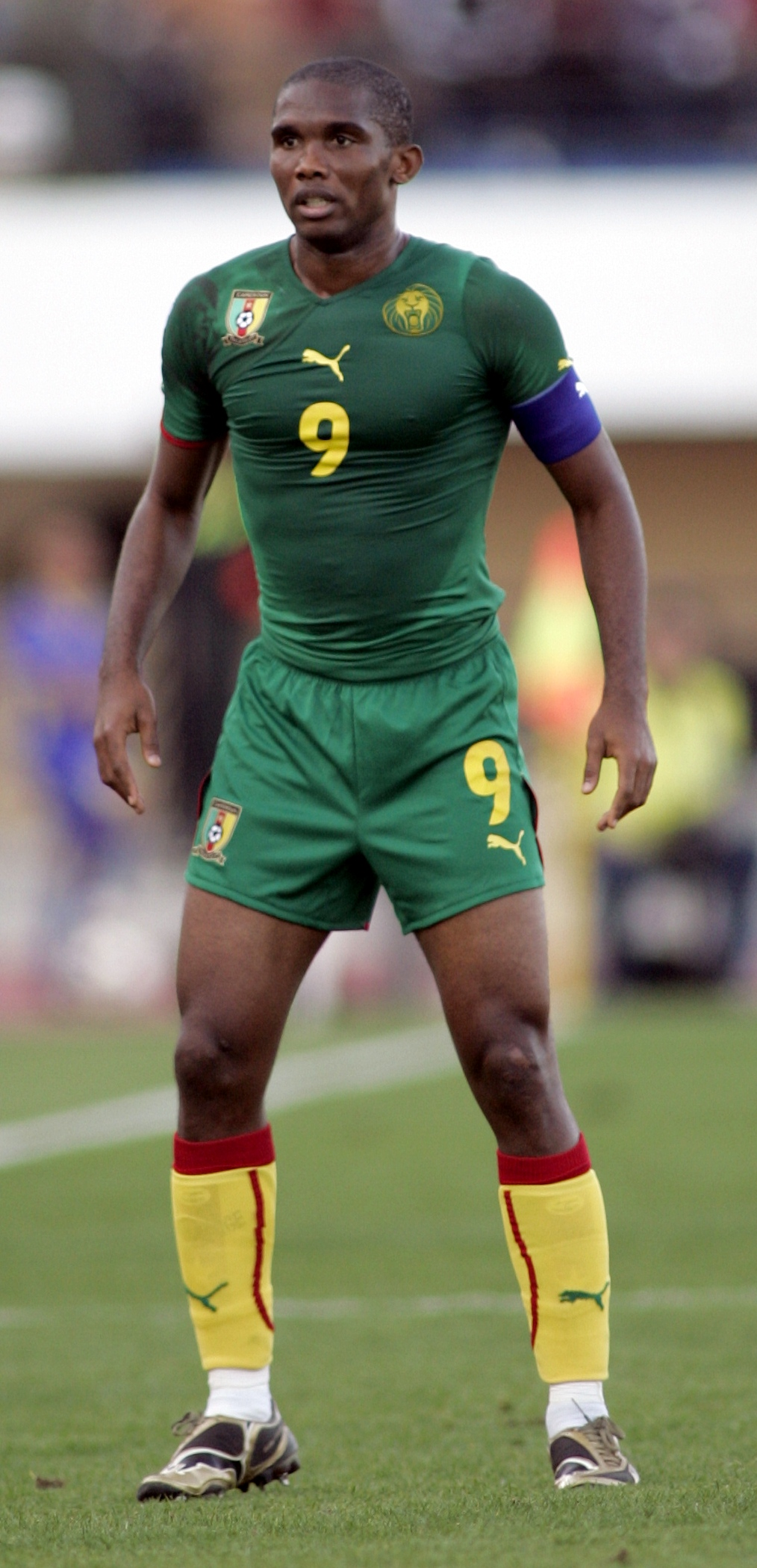
Samuel Eto’o im Trikot der kamerunischen Nationalmannschaft

Seinen ersten Einsatz für die kamerunische Nationalmannschaft hatte Eto’o im Alter von 15 Jahren, einen Tag vor seinem 16. Geburtstag, am 9. März 1997 in einem Freundschaftsspiel gegen Costa-Rica (0:5). 1998 nahm er mit den Zentralafrikanern an der WM-Endrunde in Frankreich teil, bei der man nach der Vorrunde ausschied. Eto'o wurde mit seinem einzigen Turniereinsatz gegen Italien zum zweitjüngsten Spieler bei einer Fußball-Weltmeisterschaft.
Danach bestritt er das olympische Fußballturnier mit der U23-Auswahl und wurde Olympiasieger 2000 in Sydney. Im Endspiel gegen Spanien erzielte er seinen einzigen Treffer im Turnier. Im gleichen Jahr stand er im Kader für den Afrika-Cup 2000, bei der er mit Kamerun nach dem Finalsieg gegen Nigeria den ersten Platz belegte. Er war mit vier Toren zusammen mit seinem Landsmann Patrick M’Boma nach Shaun Bartlett zweitbester Schütze des Turniers.
2002 verteidigte Eto’o in Mali den Afrika-Cup mit seiner Mannschaft. Bei der Weltmeisterschaft 2002 in Japan und Südkorea gewann Kamerun nur ein Spiel gegen Saudi-Arabien, bei dem Eto’o einen Treffer erzielte (1:0). Beim Konföderationen-Pokal 2003 blieb ihm der Turniersieg verwehrt, da Kamerun im Endspiel gegen Frankreich unterlag.
Beim Afrika-Cup 2006 scheiterte Kamerun erneut im Viertelfinale. In einem dramatischen Spiel gegen die Elfenbeinküste verschoss Eto’o einen entscheidenden Elfmeter, und Kamerun unterlag mit 11:12 im Elfmeterschießen. Eto’o hatte in der Vorrunde fünf Tore erzielt. Obwohl er nur vier Spiele absolviert hatte, wurde er Torschützenkönig des Turniers. Im Januar 2008 nahm er am Afrika-Cup 2008 teil. Im Endspiel unterlag die Mannschaft gegen Ägypten mit 0:1. Eto’os fünf Treffer im Turnier, ausschließlich in der Vorrunde erzielt, brachten ihm nicht nur die Torjägerkrone, sondern auch den Titel des Rekordtorschützen des Afrika-Cups. Diese Bestmarke baute er 2010 auf 18 Tore in 29 Spielen aus. Aber auch 2010 scheiterte Eto’o mit Kamerun an Ägypten, diesmal mit 1:3 n. V. im Viertelfinale.
Am 19. Juni 2010 erzielte Eto’o das 1:0 im WM Gruppenspiel gegen Dänemark, das Kamerun mit 1:2 verlor und aus dem Turnier ausschied.
2011 qualifizierte sich Kamerun erstmals seit 1994 nicht für den Afrika-Cup, wofür auch Eto’o verantwortlich gemacht wurde.
Im Dezember 2011 wurde Eto’o vom Disziplinarkomitee des kamerunischen Verbandes für 15 Spiele suspendiert, weil er das später abgesagte Länderspiel am 15. November in Algerien boykottiert und andere Spieler aufgefordert hatte, ebenfalls nicht anzutreten. Anfang Januar 2012 wurde die Sperre auf acht Monate reduziert. Nach Ablauf der Sperre verzichtete Eto’o vorerst jedoch auf eine Rückkehr in die Mannschaft, da die von ihm angesprochenen Mängel vom Verband nicht behoben worden waren. Ende September 2012 kehrte er jedoch nach einem Gespräch mit dem neuen Nationaltrainer Jean-Paul Akono und Premierminister Philémon Yang sowie nach einer Anfrage des Staatspräsidenten Paul Biya in die Nationalmannschaft zurück. Am 14. Oktober kam er beim Qualifikationsrückspiel des Afrika-Cups gegen Kap Verde wieder zum Einsatz. Im September 2013 trat er erneut aus der Nationalmannschaft zurück. Genau einen Monat später verkündete Eto’o, dass er wieder für die Fußballnationalmannschaft Kameruns zur Verfügung stehe, und wurde auch umgehend für das Länderspiel gegen Tunesien nominiert.
Bei der Weltmeisterschaft 2014 gehörte er zum Kader, wurde aber nur beim 0:1 im ersten Spiel gegen Mexiko eingesetzt. Am 27. August 2014 erklärte Eto’o seinen Rücktritt aus der Nationalmannschaft. Sehr positiv aufgenommen wurde ein emotionaler Moment nach dem Ausscheiden aus der Weltmeisterschaft 2014, als Eto’o nach der Ankunft am Flughafen in Kamerun einen jungen Fan minutenlang umarmte und die anwesende Presse dabei vollkommen ignorierte.
Eto’o ist mit 56 Toren in 118 Länderspielen Rekordtorschütze seiner Nationalmannschaft.

## Titel

### Nationalmannschaft
- Afrika-Cup-Sieger (2): 2000, 2002
- Olympiasieger: 2000

### Vereine
International
- Champions-League-Sieger (3): 2006, 2009 (beide FC Barcelona), 2010 (Inter Mailand)
- Klub-Weltmeister: 2010 (Inter Mailand)

Spanien
- Meister (3): 2005, 2006, 2009 (alle FC Barcelona)
- Pokalsieger (2): 2003 (RCD Mallorca), 2009 (FC Barcelona)
- Supercupsieger (2): 2005, 2006 (beide FC Barcelona)

Italien
- Meister: 2010 (Inter Mailand)
- Pokalsieger (2): 2010, 2011 (beide Inter Mailand)
- Supercupsieger: 2010 (Inter Mailand)

### Persönliche Auszeichnungen
- Afrikas Fußballer des Jahres: 2003, 2004, 2005, 2010
- Goldener Ball der FIFA-Klub-Weltmeisterschaft: 2010
- UEFA Stürmer des Jahres: 2006
- UEFA Team of the Year: 2005, 2006
- FIFPro World XI: 2005, 2006
- Torschützenkönig der Primera División: 2006
- Torschützenkönig des italienischen Fußballpokals: 2011
- Torschützenkönig des Afrika-Cups: 2006, 2008

## Rekorde
- Eto’o erzielte mit 54 Toren die meisten Tore für den RCD Mallorca in der Primera División.[30]
- Mit 7 Toren ist er zudem der erfolgreichste Torschütze des RCD Mallorca im Europapokal.[31]
- Außerdem ist er der erfolgreichste Torschütze im Supercoppa Italiana (zusammen mit Alessandro Del Piero, Andrij Schewtschenko und Carlos Tévez).
- Er ist einer von acht Spielern, der in zwei UEFA-Champions-League-Endspielen mindestens ein Tor erzielen konnte (neben Raúl, Lionel Messi, Cristiano Ronaldo, Mario Mandžukić, Sergio Ramos, Gareth Bale und Vinícius Júnior).[32]
- Seit dem 11. Februar 2009 ist er mit 56 Toren Rekordtorschütze der kamerunischen Nationalmannschaft.
- Seit dem Afrika-Cup 2008 ist er mit 18 Toren Rekordtorschütze des Afrika-Cups.[33]

## Spielweise
Der „Spieler mit der Eleganz und Schnelligkeit einer Gazelle sowie der Kraft und Kampfeslust eines Löwen“ war besonders für seine Torgefährlichkeit bekannt. Zudem agierte er aufgrund seiner hohen Bereitschaft, defensive Aufgaben wahrzunehmen und sich den Ball im Mittelfeld zu erobern, äußerst mannschaftsdienlich.

## Privates
Seit Oktober 2007 besitzt Eto’o neben der kamerunischen auch die spanische Staatsbürgerschaft.
Eto’o hat zwei jüngere Brüder, David (* 1987) und Etienne (* 1990). Sein Neffe Ulrich Bapoh (* 1999) ist ebenfalls Profifußballer und spielt in Deutschland, wohingegen Sohn Etienne in Spanien ausgebildet wird.

## Funktionär
Am 11. Dezember 2021 wurde Eto’o Präsident der Fédération Camerounaise de Football, des kamerunischen Fußballverbands.